# القدماء (مجموعة فنية)

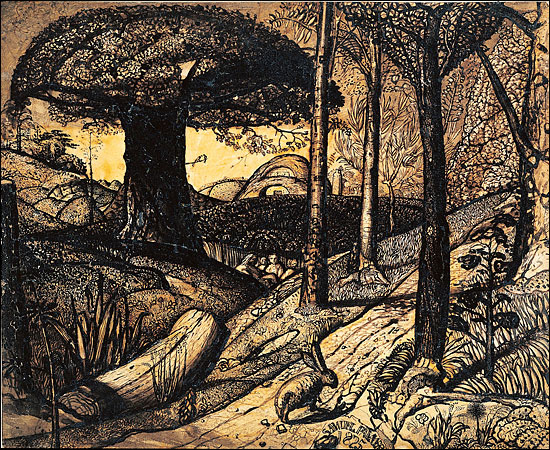
صموئيل بالمر. الصباح الباكر. 1825

كان القدماء (المعروفون أيضًا باسم قدماء شورهام) مجموعة من الفنانين الإنجليز الشباب وغيرهم ممن اتفقوا نحو عام 1824، على انجذابهم إلى الفن القديم والإعجاب بأعمال ويليام بليك (1757- 1827) الذي كان أكبر منهم عمرًا بجيل أو اثنين. كان الأعضاء الأساسيون في مجموعة القدماء هم صموئيل بالمر وجورج ريتشموند وإدوارد كالفيرت. كان جميع الأعضاء الرئيسيين من فناني المجموعة طلابًا في الأكاديمية الملكية للفنون، باستثناء بالمر. التقوا في شقة بليك، التي أُطلق عليها اسم «بيت المترجم»، وفي منزل صموئيل بالمر في قرية شورهام بكينت. كان للقدماء تأثير ضئيل على المشهد الفني الإنجليزي خلال السنوات العشر أو نحو ذلك التي استمرت فيها المجموعة، لكن العديد من الأعضاء أصبحوا لاحقًا فنانين مهمين، وزاد الاهتمام بالمجموعة تدريجيًا منذ أواخر القرن التاسع عشر.
كانوا أول مظهر إنجليزي «للأخوة» الفنية الرسمية، وهي حركة فنية تضمنت أهدافها عناصر الحياة المجتمعية وتعزيز رؤيا عامة للمجتمع. شملت المجموعات القارية من هذا النوع كلًا من الحركة الناصرية الألمانية والباربوس في باريس، وكان المثال الإنجليزي الأكثر نجاحًا في وقت لاحق هو الأخوة التي كانت قبل الرفائيلية. مثلت مثل هذه المجموعات انفصالًا معارضًا عن المؤسسة الفنية الأكاديمية، ونظروا إلى نسخة مثالية من الماضي. سعوا لتحقيق المساواة بين أعضائهم كرد فعل على الهيكل الهرمي لعالم الفن التقليدي. روجوا كما فعلت الحركة الناصرية والباربوس لارتداء زي إحياء خاص، على الرغم من أن بالمر ارتداه فقط في الممارسة العملية، ويبدو ذلك من خلال ظهوره في بعض البورتريهات التي رسمها ريتشموند له مثل التمثال النصفي المصغر والرسم الطباشيري (1829، كلاهما معرض البورتريه الوطني)، والذي يُظهر ثوب ذو ياقة دائرية ذات ثنيات تحت معطف ذو ياقة فضفاضة غير مرتبة مع طيات للصدر، بالإضافة إلى شعر طويل ولحية طويلة إلى حدا ما مثل المسيح. ربما كان القدماء على علم بالناصريين ولكن ربما لم يكونوا على علم بالباربوس.

## أهداف المجموعة ونشاطها
كانت المجموعة في غالبها من حزب المحافظين في السياسة على عكس بليك، لكنهم لم يثقوا بنفس القدر في المجتمع التجاري الحديث المزدهر من حولهم، والتفتوا إلى الماضي الزراعي المثالي. لم يطرحوا بيانًا قط، وكانت أنشطتهم وعلاقاتهم سيئة التوثيق، أتلف ابن بالمر في وقت لاحق معظم أوراق والده التي تعود لتلك الفترة، ملمحًا بحزن إلى أنها تحتوي على مواد جنسية تُظهر «حالة عقلية... مليئة بالمخاطر، وليست ذكورية بما فيه الكفاية ولا متحفظة بما فيه الكفاية». تأتي معظم المعلومات حول أنشطة المجموعة وحركتها من مذكراتهم أو مذكرات أسرهم وأصدقائهم التي ذُكرت بعد عدة عقود. ربما جاء اسمهم من جون غايلز، وهو ابن عم بالمر الذي يعمل سمسارًا في البورصة، والذي على الرغم من عدم كونه فنانًا، كان شخصية مهمة في المجموعة وربما كان المحرض الأول كما اقترح ابن بالمر. سُجل على أنه في كثير من الأحيان قد مجد تفوق «القدماء» كلما سنح الأمر في المحادثات على الرغم من أن الكلمة هي أيضًا كلمة مهمة لبليك. كان مصطلح «القديم» في هذه الفترة، أكثر غموضًا مما هو عليه في اللغة الإنجليزية الحديثة، وغالبًا ما استُخدم للإشارة إلى العصور الوسطى أو حتى عصر النهضة، كما هو الحال في المصطلح القانوني الإنجليزي «النصب التذكاري القديم».

تقول كريستيانا باين في قاموس غروف للفنون،
«استُمدت مواضيعهم من الكتاب المقدس، أو من رؤية العصر الذهبي للبراءة الرعوية والوفرة التي كان لها إيحاءات مسيحية وفيرجيلية».